# Pippi Långstrump (Nintendo DS-spel)
Pippi Långstrump är ett plattformsspel för Nintendo DS  från 2012, baserat på Astrid Lindgrens böcker om Pippi Långstrump. Pippi Långstrump 3D, en version av spelet med 3D-effekt för Nintendo 3DS, kom senare samma år. Spelet är utvecklat av Ravn Studio och utgivet av Pan Vision. Det var det första Pippi Långstrump-spelet som gjorts för en spelkonsol.
Att spelet var under utveckling meddelades hösten 2011. Pippi Långstrump släpptes den 19 juni 2012. I den första lanseringen kom spelet på 8 språk. Pippi Långstrump 3D släpptes den 2 november 2012.
Spelet baserar sin representation av Pippi och hennes värld på Ingrid Vang Nymans illustrationer för Pippiböckerna.
De två Pippi Långstrump-spelen var de sista att förläggas av Pan Vision innan företaget slutade med egen spelutgivning.

## Mottagande
Jens Höglin (syndikerad i flera dagstidningar) ansåg att närheten till bokillustrationerna gav en genomgående "klassisk Pippi-känsla" och gav spelet en fyra i betyg. Thomas Arnroth för TT Spektra och Gomorron Sverige tyckte spelet var charmigt men bitvis svårstyrt och gav betyget 3 av 5. Andreas Hadsel Opsvik för NRK P3:s Filmpolitiet tyckte spelet var enformigt med dålig koppling till Pippivärlden. Daniel Goldberg i Svenska Dagbladet ansåg att Pippi Långstrump 3D var "enkelspårigt och oinspirerat, med simpel spelmekanik och en fullständigt charmbefriad presentation" vilket gav betyget 1 av 6.